# Dorobanțu (okręg Călărași)
Dorobanțu – wieś w Rumunii, w okręgu Călărași, w Dorobanțu. W 2011 roku liczyła 1612 mieszkańców.